# Đặng Thùy Trâm
Đặng Thùy Trâm (Hanoi, 26 novembre 1943 – Quang Nay, 22 giugno 1970) è stata un chirurgo e una scrittrice vietnamita. Scrisse tre diari durante la Guerra del Vietnam, ma solo due sono stati pubblicati perché il primo è andato perduto.

## Biografia
Nacque ad Hanoi, nel Vietnam del Nord, da un'agiata famiglia borghese nel 1943, che la fece studiare medicina per seguire le orme del padre. Si dedicò anche a letture selezionate e allo studio della musica. Si interessò anche di politica, identificandosi come comunista.
Dopo la laurea decise di partire per il Vietnam del Sud, che nel 1964 aveva iniziato a combattere il Nord con la tanto famosa e discussa guerra. Divenne chirurgo da campo nel 1967 nel Quang Nay, una regione composta da vasti campi di riso e da villaggi di rivoluzionari. Sconvolta, sin dai primi giorni iniziò a scrivere dei diari. Nel corso di un'azione militare americana del 1970 morì all'età di ventisette anni.

## I Diari

### Ritrovamento e pubblicazione
Pare che i diari fossero tre e che avessero le dimensioni di un pacchetto di sigarette. Del primo se ne persero presto le tracce, gli altri due ci sono pervenuti, poiché un militare americano, un certo Fred Whitehurst, li ritrovò sul campo di battaglia. Whitehurst aveva l'ordine di distruggere tutto il materiale non rilevante militarmente, ma decise comunque di salvere i due diari e di portarli in patria con sé nel 1972. Nel 2005 egli rintracciò la famiglia dell'autrice e decise di dar loro gli scritti ritrovati.
La famiglia decise di pubblicarli e subito i due diari diventarono un best seller sia in Vietnam sia in America per la straordinaria abilità dell'autrice nel raccontare la brutalità di quell'assurda guerra.

### L'opera
Dai due diari traspare tutta la brutalità della guerra, che distrugge i sogni e le speranze della giovane che non riesce a fronteggiare quello che è troppo più grande di lei. L'autrice racconta dell'amarezza provata quando non riesce a salvare una vita, nell'esser lontana dall'amore giovanile e nel non essere accettata, almeno in un primo momento, dai membri del Partito Comunista perché a detta loro troppo borghese. Ma ciò che ha permesso ai due diari di ottenere il successo sono le parole di fuoco contro la guerra che in Vietnam, prima della pubblicazione dei diari stessi, era conosciuta dai più giovani solo superficialmente. Nei diari attacca l'esercito americano, invasore della sua patria, e tutti gli anticomunisti, colpevoli di quella guerra tanto assurda.
L'autrice dimostra nei diari grande tenacia e coraggio, riuscendo a superare anche grandi difficoltà, pur non prendendo mai parte direttamente alle azioni di guerra. Riesce a continuare la sua opera di chirurgo da campo nonostante gli Americani bombardino più volte il suo ospedale, partecipando attivamente ad ogni trasloco dello stesso occupandosi personalmente del trasporto dei feriti. Grazie alla sua dedizione al lavoro viene ammessa nel Partito Comunista come funzionario.

### Il successo
In occidente c'è stato chi l'ha paragonata ad Anna Frank, autrice del noto diario, poiché erano entrambe giovani travolte dalla brutalità della guerra. Nonostante tutto come la Frank anche Dang Thuy Tram riesce a conservare un animo puro fino alla fine.
In Italia i due diari sono stati pubblicati con il titolo emblematico Questa notte ho sognato la pace.
Il Vietnam ha reso onore a questa "scrittrice" ponendo una stele con il suo nome nel luogo dove è stata uccisa e intitolandole un ospedale. I luoghi dove operò, la stele e l'ospedale sono mete di pellegrinaggi dei pacifisti, che la considerano una di loro.